# Hrebtiiv, Nova Ușîțea
Hrebtiiv (în ucraineană Хребтіїв) este un sat în comuna Pîlîpî-Hrebtiivski din raionul Nova Ușîțea, regiunea Hmelnîțkîi, Ucraina.

## Demografie
Componența lingvistică a localității Hrebtiiv
     Ucraineană (96,8%)
     Rusă (3,2%)
Conform recensământului din 2001, majoritatea populației localității Hrebtiiv era vorbitoare de ucraineană (96,8%), existând în minoritate și vorbitori de rusă (3,2%).